# Haven van Duisburg

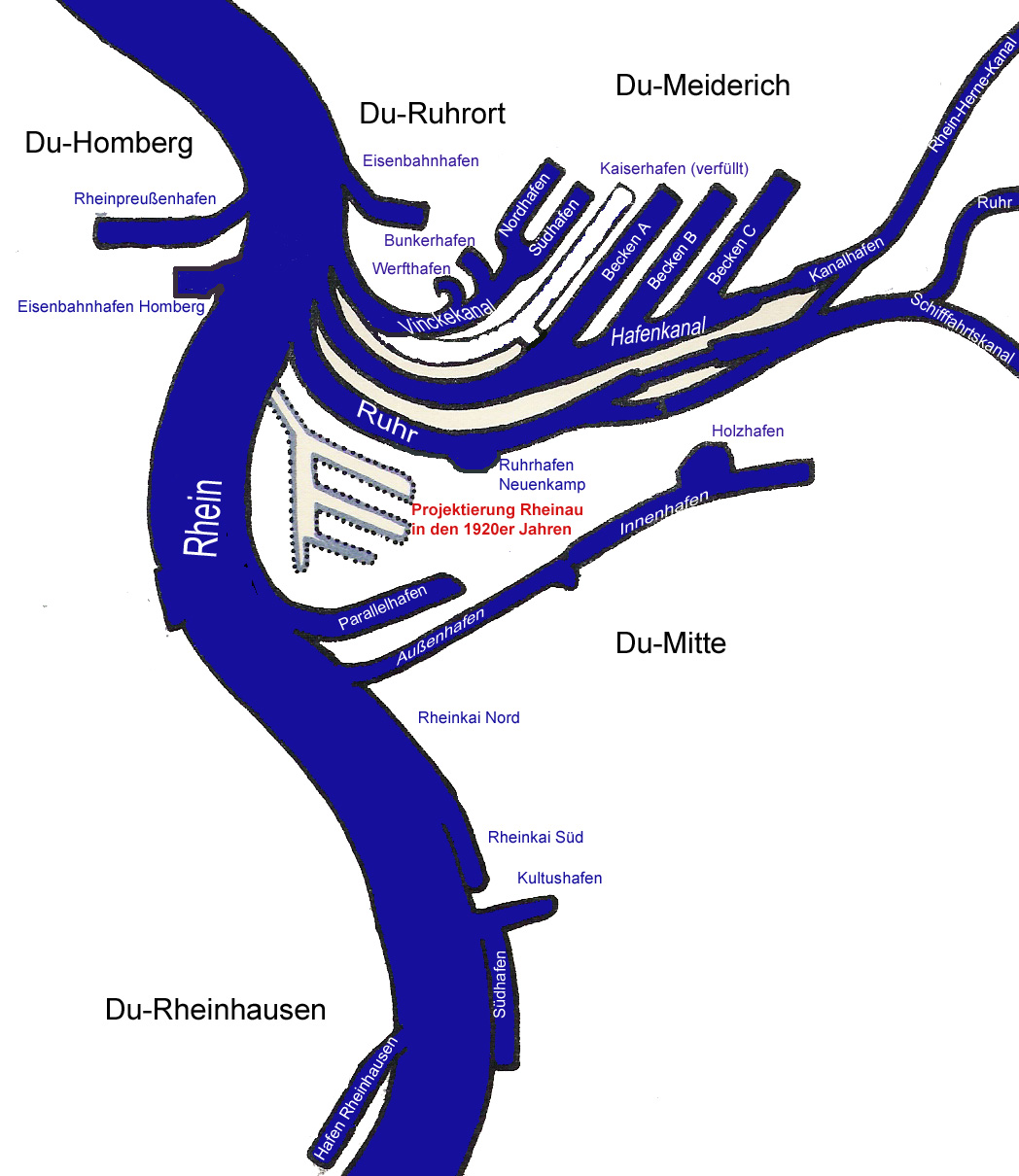
Havengebied Duisburg

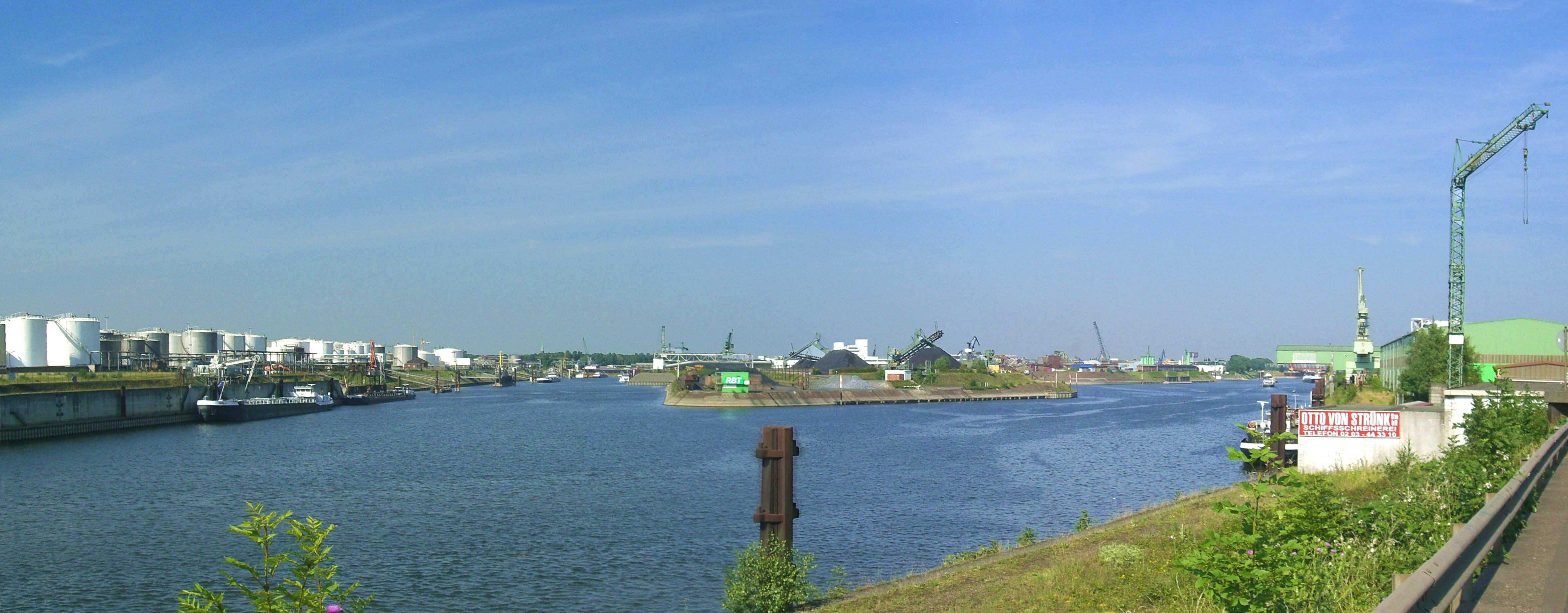
Duisburg-Ruhrorter Häfen

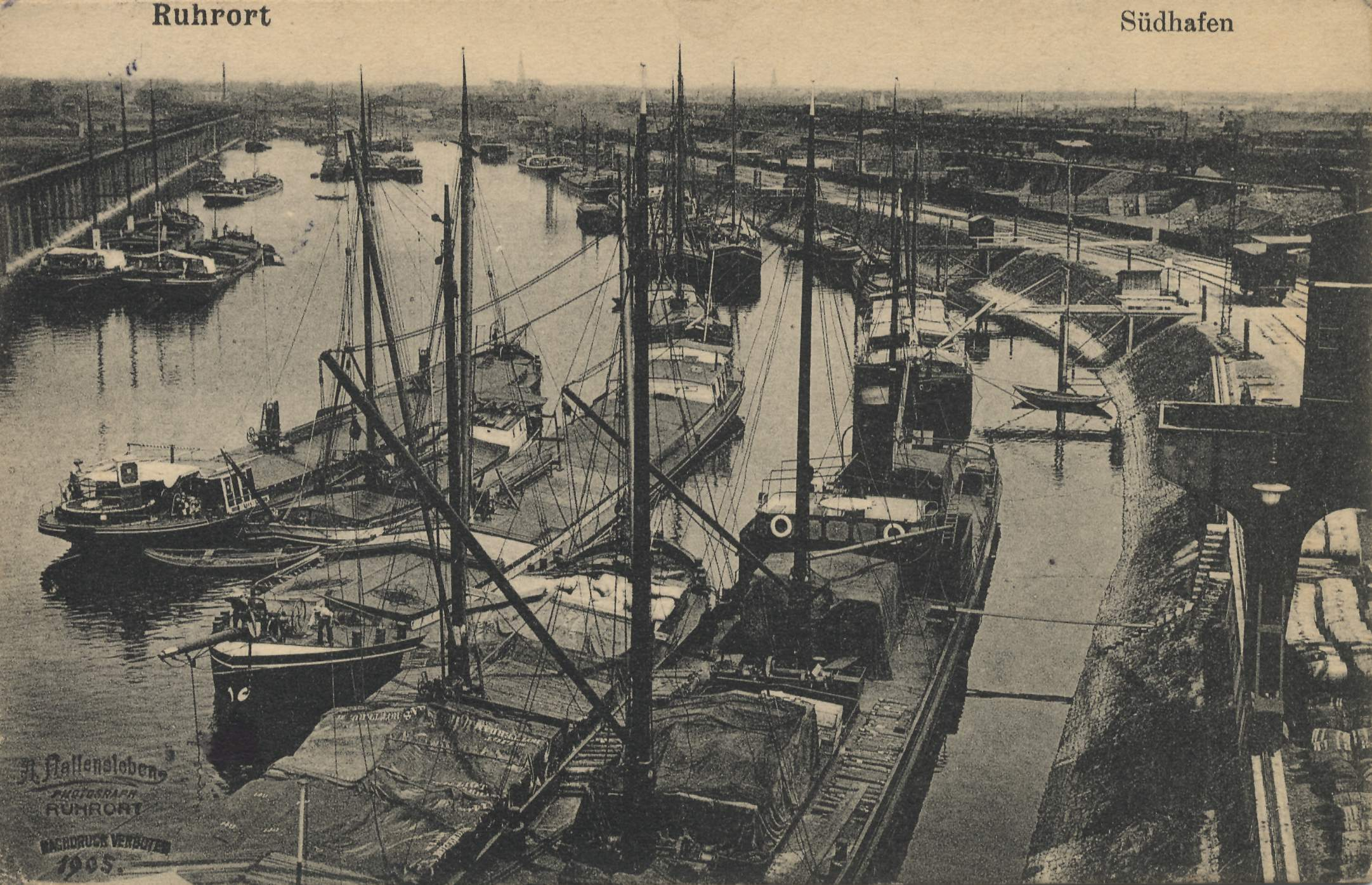
Duisburg-Ruhrort Südhafen rond 1905

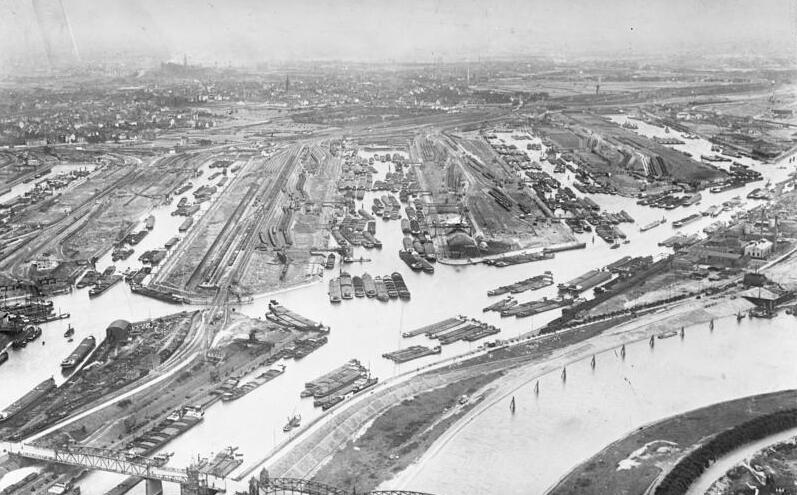
De Ruhrort havenbekkens in 1931

De haven van Duisburg (Duits: Duisburger Hafen of Duisburg-Ruhrorter Häfen) is een havengebied bij de Duitse stad Duisburg in het Ruhrgebied aan de monding van de Ruhr in de Rijn, bij het stadsdeel Ruhrort. Het gebied beslaat 10 km² en wordt beheerd door Duisburger Hafen AG. De haven van Duisburg wordt beschouwd als de grootste binnenhaven van Europa.

## Geografie
In Duisburg stroomt de zijrivier Ruhr in de Rijn. In Duisburg is ook de toegang tot het Rijn-Hernekanaal. Dit kanaal verbindt Noord-Duitsland, Polen en Tsjechië met de Rijn en het Ruhrgebied.

## Activiteiten
Het totale haventerrein besloeg in 2019 zo'n 1550 hectare. Op dit gebied liggen grote en kleine havens, acht containerterminals met 21 portaalkranen, vijf terminals voor de overslag van steenkool, diverse opslagtanks voor vloeistoffen en 200 kilometer aan spoorwegen. In een straal van 150 kilometer om de haven wonen 30 miljoen mensen. De haven is voor een derde in handen van de Stad Duisburg en de overige aandelen zijn in handen van de Duitse deelstaat Noordrijn-Westfalen.
In 2018 werd in de haven ruim 65 miljoen ton aan goederen overgeslagen. Het aandeel van de scheepvaart hierin is ongeveer een kwart evenals van de spoorwegen. Het vrachtverkeer over de weg neemt de helft van de overgeslagen goederen voor zijn rekening. Als de overslag van de private terminals in de directe omgeving wordt meegenomen dan verdubbelde de overslag tot ruim 120 miljoen ton in 2018. Er werden vier miljoen standaardcontainers verwerkt. Per jaar doen zo'n 20.000 binnenvaartschepen en 25.000 treinen de haven aan.

## Geschiedenis

### Ruhrort
De kern van de haven is het huidige district Ruhrort van Duisburg. In Ruhrort was reeds in 1371 een douanekantoor gevestigd. In 1701 werd Ruhrort onderdeel van het Koninkrijk Pruisen en de eerste moderne scheepswerf werd gebouwd in 1712. De schepen moesten ankeren op de Rijn hetgeen ongunstig was en de schippers eisten de bouw van een haven. In 1715 besloot de magistraat van Ruhrort een havenbassin aan te leggen. In de herfst van hetzelfde jaar werd met de bouw begonnen, maar het werk vorderde langzaam. Op 16 september 1716 nam de gemeenteraad een besluit om de bouw van de haven te versnellen en dit besluit wordt beschouwd als het startmoment voor de haven van Ruhrort. Vanaf 1766 nam de Pruisische regering het bestuur van de Ruhrortdokken over en zorgde doelbewust voor hun verdere expansie. Vanaf 1780 nam de aanvoer van steenkool vanuit het Ruhrgebied toe.
De Nord- en Südhafen werden aangelegd tussen 1860 en 1867. In 1890 begon de bouw van de Kaiserhafen maar het duurde bijna 20 jaar alvorens deze gereed kwam. Aan het begin van de 20e eeuw was het totale wateroppervlak van de havens 53,3 hectare. De schippersbeurs in Ruhrort werd in 1901 opgericht. Het diende om schip-tot-schip- en sleepactiviteiten af te sluiten tussen de eigenaren van de schepen en de expediteurs. Officiële sleep- en vrachtlonen voor de Duitse binnenvaart werden hier elke dag vastgesteld.

### Duisburg
Duisburg lag aanvankelijk langs de Rijn, maar deze veranderde in de 13e eeuw van bedding waardoor de stad het contact met de rivier verloor. Zo'n 500 jaar later richtten kooplieden het Rheinkanal-Aktienverein op met als doel het oude stadscentrum opnieuw met een kanaal met de Rijn te verbinden. Na vier jaar bouwen werd het Rijnkanaal in 1832 geopend, bestaande uit een Außenhafen en een Innenhafen. In 1844 werd het Ruhrkanaal voltooid waarmee Duisburg beter bereikbaar was voor schepen uit het Ruhrgebied. Duisburg ging de directe concurrentie aan met de havens van het Ruhrort. Nadat de dokken in Duisburg tussen 1882 en 1883 waren verbreed en uitgebreid, kwam in 1899 nog de Parallelhafen gereed. Aan het begin van de 20e eeuw had de haven van Duisburg een totaal wateroppervlak van ongeveer 51 hectare.

### Duisburg-Ruhrort
Zowel Ruhrort als Duisburg hadden destijds ambitieuze plannen om de havens uit te breiden. De Ruhrort-havens stonden onder toezicht van de Pruisische staat en de havens in Duisburg werden onderhouden en geëxploiteerd door de stad. De gelijktijdige uitbreiding van beide havens zou tot overcapaciteit kunnen leiden. Op 1 oktober 1905 werd een joint venture tussen de twee havenbedrijven gevormd. In 1905 werd Ruhrort bij Duisburg gevoegd en gingen de twee samen verder als de haven van Duisburg.
In 1908 werd begonnen met de aanleg van de dokken A, B en C ten oosten van het toenmalige havengebied. In 1914 kwam het Rijn-Hernekanaal gereed. De haven kreeg hierop een aansluiting. Het Rijn-Hernekanaal staat in verbinding met het Dortmund-Eemskanaal en daarmee met grote delen van west en noord-Duitsland.
Op 24 juli 1924 keurde Pruisen de wet goed voor de overdracht van de havenfaciliteiten aan een naamloze vennootschap. Op 30 september 1924 werd Duisburg-Ruhrorter Häfen Aktiengesellschaft opgericht. Twee derde van de aandelen was in handen van Pruisen en de rest bij de stad Duisburg. In 1926 was de haven de grootste van Duitsland met zo’n 34 miljoen ton aan goederen, op nummer twee stond Berlijn met een overslaghoeveelheid van 18 miljoen ton. In 1937 was de overslag 23 miljoen ton, waarvan het aandeel van steenkool 17 miljoen ton was.
Tijdens de Tweede Wereldoorlog werd de haven grotendeels verwoest. Duisburg was tijdens de oorlog het doel voor ongeveer 300 luchtaanvallen en aan het einde van de oorlog was de stad voor bijna 90% vernietigd. Na de capitulatie waren bijna alle belangrijke bruggen in de omgeving van Duisburg vernietigd of opgeblazen door de eigen troepen. In de havens lagen 313 gezonken en 96 beschadigde schepen, die de monding van de Ruhr en de havenbekkens blokkeerden. Niet alleen het scheepsverkeer, maar ook het treinverkeer lag stil. In 1947 lag de overslag op ruim 4 miljoen ton, maar in 1948 was dit al weer bijna verdubbeld. Het duurde tot begin jaren vijftig alvorens de schade was hersteld. 
Als een gevolg van de daaropvolgende economische opleving nam de overslag in de haven van Duisburg gestaag toe. Medio jaren vijftig bereikte de overslag al het vooroorlogse niveau van 35 miljoen ton. Tot de jaren tachtig was er sprake van een continue toename van het overslagvolume. De belangrijkste overslaggoederen waren ijzererts, minerale oliën, steenkool, ijzer, staal, grind en zand, schroot en graan. In 1968 werd de Kaiserhafen gedempt en andere kleine havens volgden. Hierdoor ontstond ruimte voor nieuwe, grotere overslag- en opslagfaciliteiten.
In 1983 werd bij wijze van proef een duwboot met zes bakken voor het riviertransport tussen Duisburg en Rotterdam geïntroduceerd. In 1987 werd de proef succesvol beëindigd en werden de duwcombinaties toegestaan.
In de jaren tachtig werd de containervaart belangrijker. In 1984 werd in de Sudhafen de eerste containerterminal en de eerste roll-on-roll-off faciliteit gebouwd. Hiervoor werd een deel van de Nordhafen gedempt.

## Afbeeldingen

Panorama: haven van Duisburg